# Liste des téléphones sous Android
 (octobre 2020).
 (janvier 2018).
Si vous disposez d'ouvrages ou d'articles de référence ou si vous connaissez des sites web de qualité traitant du thème abordé ici, merci de compléter l'article en donnant les références utiles à sa vérifiabilité et en les liant à la section « Notes et références ».

Le robot d'Android, appelé Bugdroid, est la mascotte de ce système d'exploitation mobile.

Android est un système d'exploitation mobile qui peut être installé sur des téléphones, des tablettes et autres matériels mobiles tels des baladeurs musicaux, les liseuses ou des ordinateurs ultraportables. Cette page recense de manière non exhaustive les smartphones disposant du système d'exploitation Google.

## Séries actuelles

### Alcatel
- série Alcatel B, composée de smartphones d'entrée de gamme
- série Alcatel L, composée de smartphones de milieu de gamme
- série Alcatel X, composée de smartphones milieu et haut de gamme[1]

### Asus
- série Asus Padfone , composée de phablettes pouvant se transformer en ordinateur
- série Asus Zenfone , composée de smartphones d'entrée de gamme
- série ROG Phone, composée de smartphones destinés au gaming

### Caterpillar
- série Caterpillar B, composée de smartphones professionnels à clavier physique et immergable
- série Caterpillar S, composée de smartphones professionnels lavables au savon

### Condor
- série Allure, composée de smartphones milieu de gamme
- série Allure M, composée de smartphones d'entrée de gamme
- série Griffe, composée de smartphones d'entrée de gamme [2]
- série Plume, composée de smartphones d'entrée de gamme
- série Condor C, composée de smartphones d'entrée de gamme

### Fairphone
- série Fairphone, composée de smartphones milieu de gamme conçus pour durer, et avec peu d'impact écologique[3]

### Google
- série Google Pixel, composée de 5 smartphones haut de gamme
- série Google Pixel a, composée de smartphones d'entrée et milieu de gamme

### HTC
- série HTC Desire, composée de smartphones d'entrée de gamme[4]
- série HTC U, composée de smartphones d'entrée et milieu de gamme

### Honor
- série Honor, composée de smartphones de milieu de gamme, souvent très similaires à ceux vendus par Huawei[5]

### Huawei

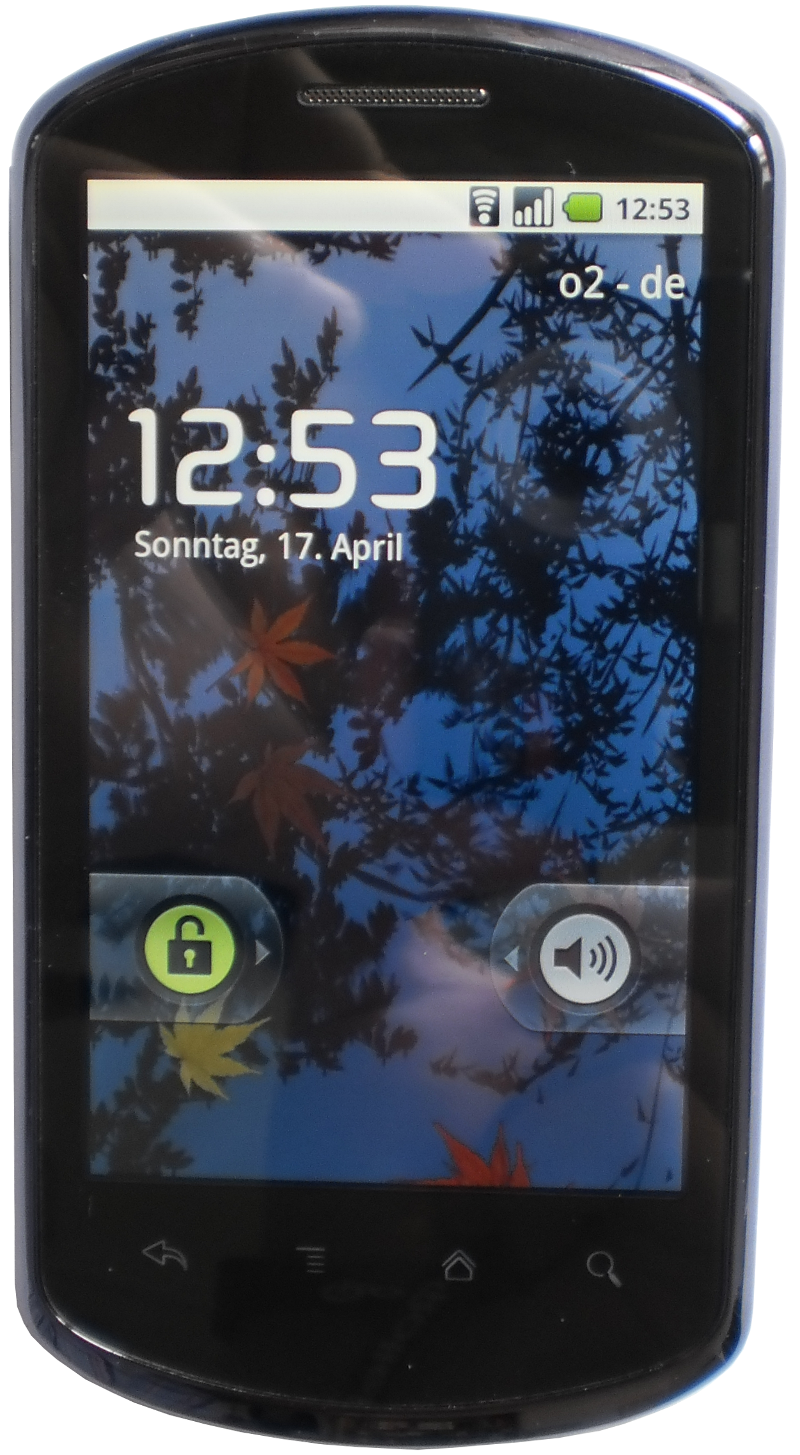
Le Huawei U8800.

- A199 est un smartphone sorti en 2013. Il est équipé d'un écran HD de 5 pouces, d'un processeur maison cadencé à 1,5 GHz et d'un appareil photo de 8 mégapixels. Il fonctionne sous Android 4.1 "Jelly Bean".

- Ascend D1 Quad XL est un smartphone haut de gamme sorti fin 2012. Il fonctionne sous Android 4.0 "Ice Cream Sandwich".

- Ascend D2 est un smartphone équipé d'un écran de 5 pouces Full-HD sorti en 2013. Il fonctionne sous Android 4.1 Jelly Bean.

- Ascend G300 est un smartphone milieu de gamme commercialisé par la firme chinoise dès juin 2012 . Il fonctionne sous Android 2.3.5 "Gingerbread".

- Ascend G330 est un smartphone milieu de gamme sorti en 2013. Il fonctionne sous Android 4.0 "Ice Cream Sandwich".

- Ascend G350 est un smartphone sorti en 2013 équipé d'un écran de 4 pouces, d'un processeur double cœur cadencé à 1 GHz et d'un appareil photo de 5 mégapixels. En outre, il est certifié contre les immersions et le sable (certification IP68).

- Ascend G510 est un smartphone sorti en 2012 équipé d'un écran de 4,5 pouces et d'un processeur double cœurs.

- Ascend G520 est un smartphone sorti en 2012 équipé d'un écran de 4,5 pouces WVGA, d'un processeur quadruple cœur et d'Android Ice Cream Sandwich 4.0.4.

- Ascend G525 est un smartphone sorti en 2013 équipé d'un écran de 4,5 pouces et d'un processeur quadricœur cadencé à 1,2 GHz. Il fonctionne sous Android 4.1 "Jelly Bean".

- Ascend G600 est un smartphone milieu-haut de gamme sorti en 2012. Il fonctionne sous Android 4.0 "Ice Cream Sandwich".

- Ascend G615 est un smartphone sorti en 2013. Il propose un très bon rapport qualité/prix. En effet il est équipé d'un écran de 4,5 pouces HD, un processeur quadruple cœur de 1,4 GHz, un appareil photo de 8 mégapixels et fonctionne sous Android 4.0 Ice Cream Sandwich. Il est vendu 299 €.

- Ascend G700 est un smartphone sorti en 2013 qui embarque un écran de 5 pouces et un processeur quadruple cœur.

- Ascend Mate est un smartphone sorti en 2013 équipé d'un écran HD de 6,1 pouces. L'écran protégé par du verre Gorilla Glass 2 est doté de la technologie d'affichage IPS+. Le téléphone fonctionne sous Android 4.1 Jelly Bean et a un processeur quadruple cœur à 1,5 GHz conçu par Huawei, avec 2 Go de mémoire vive.
- Ascend Mate 7 , sorti en 2014 est un smartphone haut de gamme de très grande taille (6 pouces) Full HD, il bénéficie d'Android 4.4 KitKat et d'un processeur huit cœurs cadencé à 1,8 GHz.

- Ascend P1 est un smartphone milieu-haut de gamme sorti en 2012. Il fonctionne sous Android 4.0 "Ice Cream Sandwich".

- Ascend P1S est un smartphone sorti en 2012 fonctionnant sous Android 4.0 Ice Cream Sandwich. Il est extrêmement fin avec seulement 6,68 mm d'épaisseur.

- Ascend P2 est un smartphone sorti en 2013 fonctionnant sous Android 4.1 "Jelly Bean". Il est équipé d'un écran de 5 pouces, un processeur quadruple cœur maison cadencé à 1,5 GHz et un appareil photo de 13 mégapixels.

- Ascend P6 est un smartphone sorti en 2013 équipé d'un écran de 4,7 pouces, d'un processeur maison quad-cœur cadencé à 1,5 GHz et d'un appareil photo de 8 mégapixels. Il fonctionne sous Android 4.2 "Jelly Bean" et offre la possibilité de mettre deux cartes SIM en même temps.
- Ascend P7 est un smartphone de milieu de gamme sorti en 2014. Il dispose d'un écran Full HD de cinq pouces et d'Android 4.4 KitKat.

- Ascend Y201 est un smartphone bas de gamme sorti en 2012. Il fonctionne sous Android 2,3 "Gingerbread". À noter qu'il existe une version pro de ce téléphone.

- Ascend Y100 est un smartphone bas de gamme composé d'un écran de 2,8 pouces. Il fonctionne sous Android 2.3 "Gingerbread".

- Boulder (référence "U8350") est un smartphone bas de gamme sorti en 2011. Il fonctionne sous Android 2.2 "FroYo".

- Blaze (référence "U8510") est un smartphone bas de gamme sorti en 2012. Il fonctionne sous Android 2.3 "Gingerbread".

- Sonic (référence "U8650") est un smartphone bas de gamme sorti en 2012. Il fonctionne sous Android 2.3 "Gingerbread".

- U956 est un smartphone sorti en 2012 équipé d'un écran de 5 pouces et d'un processeur quadruple cœur. Il est vendu environ 200 € en Chine.

### Lenovo
- Lenovo K5 est un smartphone sorti en 2013 et le deuxième à être équipé d'un processeur Intel après le Motorola RAZR i . Il est équipé d'un écran de 5,5 pouces Full HD et il fonctionne sous Android Jelly Bean 4.2.

- Lenovo K900 est smartphone haut de gamme sorti en 2013 et fonctionnant sous Android 4.2. Le K900 dispose d'un écran 5,5 pouces Gorilla Glass 2 full HD avec une technologie d'affichage IPS+. Son processeur est un Intel Inside Atom Z2580 Trail Clover double cœur cadencé à 2 GHz. Il embarque deux appareils photo : un de 13 mégapixels à l'arrière et un de 2 mégapixels en façade.

- Lenovo S920 est un smartphone sorti en Chine en 2013. Il est équipé d'un écran HD de 5,3 pouces, d'un processeur quadruple cœur cadencé à 1,2 GHz et d'un appareil photo de 8 mégapixels. Il fonctionne avec Android 4.2 Jelly Bean et reprend les form-factor[Quoi ?] du HTC One X.

- Lenovo Vibe X est un smartphone sorti en 2013 équipé d'un écran de 5 pouces, d'un processeur quadricoeur cadencé à 1,5 GHz et d'un appareil photo dorsal de 13 mégapixels pour une épaisseur de seulement 6,9 mm. Il fonctionne sous Android 4.2 Jelly Bean et avec un stylet.

- Lenovo Vibe Z est un smartphone sorti en 2013 équipé d'un écran de 5,5 pouces, d'un processeur quadricoeur cadencé à 2,2 GHz et d'un appareil photo dorsal de 13 mégapixels. Il fonctionne sous Android 4.2 Jelly Bean.

### LG
- série LG V, composée de smartphones haut de gamme, dont certains possèdent deux écrans[6]
- série LG Stylo, composée de smartphones dotés d'un stylet
- série LG K, composée de smartphones d'entrée de gamme
- série LG Optimus, composée de smartphones haut de gamme

### Meizu
- MX est un smartphone doté d'un écran de 4 pouces qHD et fonctionnant sous une version modifiée d'Android . Il existe 3 versions de ce téléphone avec un processeur quadruple cœur 1,4 GHz, un processeur double cœur de 1,4 GHz ou un processeur double cœur de 1,5 GHz. En fonction du processeur, la capacité de stockage ainsi que la batterie varient.

- MX2 est le successeur du Meizu MX. Il est doté d'un écran de 4,4 pouces et d'un processeur quadruple cœur.

- MX3 est un smartphone sorti en 2013 avec 128 Go[7] de mémoire interne. Il embarque un écran de 5,1 pouces, un processeur Samsung Exynos Octa 5410 (4 à 1,8 GHz + 4 cœurs à 1,2 GHz) et un appareil photo de 8 mégapixels. Il fonctionne sous Android 4.2.2 Jelly Bean[7]

- MX4 écran tactile 5,36" en 1152 x 1920 pixels (418 ppp) - Technologie Flyme 4.0 - Android 4.4 KitKat - Processeur octo-cœur Cortex A17 2,2 GHz x 4 et un autre Cortex A7 1,7 GHz x 4 (8 core en simultané) - MediaTek MT6595 - GPU PowerVR G6200 MP4 - Micro-SIM - Mémoire Intégrée (ROM) 32 Go - Mémoire Vive (RAM) 2 Go - Batterie 3100 mAh - Appareil Photo 20,7 mégapixels - Appareil Photo Frontal 2 mégapixels - Flash Double LED + Autofocus - Vidéo 4K 2160p - Wi-Fi Direct - Bluetooth 4.0 - Fonction GPS avec A-GPS et GLONASS

- MX4PRO Écran tactile 5,5" en 1536 x 2560 pixels (546 ppp) - Technologie Flyme 4.0 - Android 4.4 KitKat - Processeur octo-cœur Cortex A15 2 GHz x 4 et un autre Cortex A7 1,5 GHz x 4 (8 core en simultané) - Exynos 5 Octa 5430 - GPU Mali-T628 - Mémoire Intégrée (ROM) 16 Go - Mémoire Vive (RAM) 3 Go - Batterie 3350 mAh - Appareil Photo 20,7 mégapixels - Appareil Photo Frontal 5 mégapixels - Flash Double LED + Autofocus - Vidéo 4K 2160p - Wi-Fi Direct - Bluetooth 4.0 - Fonction GPS avec A-GPS et GLONASS

- M9 est un smartphone doté d'un écran de 3,5 pouces.

- M8 est un smartphone doté d'un écran de 3,4 pouces.

Ces téléphones proposent un très bon rapport qualité/prix. La marque  cherche depuis peu à s'étendre sur les marchés occidentaux en adaptant ses produits aux différentes attentes des consommateurs européens.

### Microsoft
- Microsoft Surface Duo, un smartphone ultra-haut de gamme à deux écrans

### Motorola

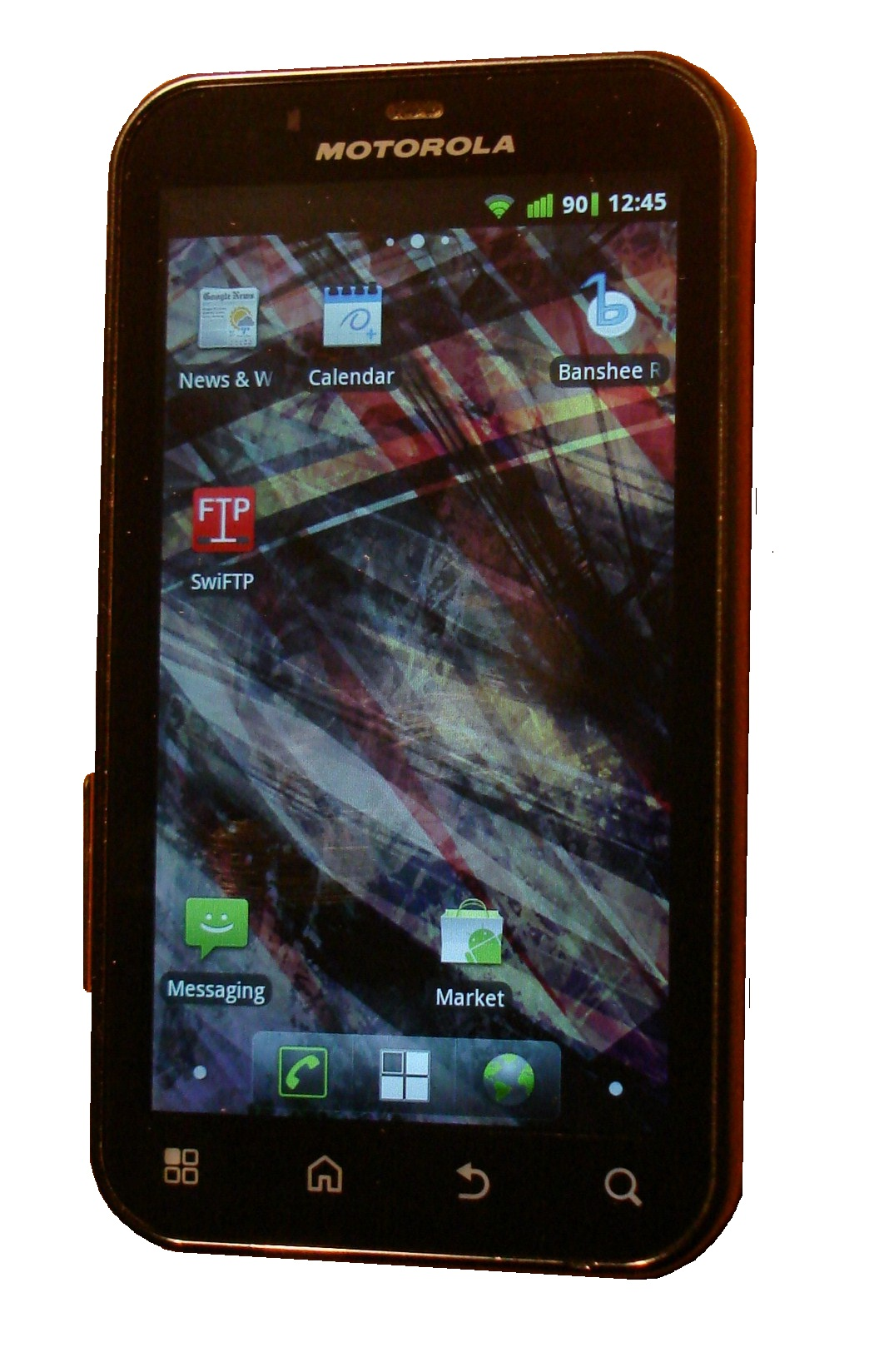
Le Motorola Defy.

- Milestone est avec clavier coulissant et étant celui qui a permis de populariser Android en Amérique du Nord.

- Atrix est un smartphone haut de gamme sorti au premier trimestre 2011.

- Cliq possède lui aussi un clavier coulissant.

- Defy peut être mis dans l'eau sans occasionner de problème.
- Defy+ est une version plus puissante (1GHz) du Defy (800 MHz)

- Defy Mini est la variante bas de gamme du Motorola Defy sorti en 2012.

- Razr HD est le smartphone haut de gamme et le port-étendard des téléphones Motorola.

- Razr i est un smartphone équipé d'un processeur Intel cadencé à 2 GHz sorti en 2012.

- Razr est un smartphone milieu de gamme sorti en 2012.

- Razr MAXX est un smartphone milieu de gamme sorti en 2012 qui intègre une batterie longue durée de 3300mAh.

- Razr M est un smartphone milieu-haut de gamme compatible 4G.

- Motosmart est un smartphone bas de gamme sorti mi-septembre 2012 en France.

- Fire XT311 est un smartphone avec clavier physique tournant sous Android 2.3 alias "Gingerbread" et sorti en 2011.

- Motoluxe est un téléphone bas de gamme sorti en 2012.

- Razr D1 est un téléphone sorti en 2013. Il propose un écran de 3,5 pouces, un processeur double cœur cadencé à 1 GHz et deux ports pour cartes SIM. Il fonctionne sous Android 4.1 "Jelly Bean".

- Razr D3 est un téléphone sorti en 2013. Il propose un écran de 4 pouces, un processeur double cœur cadencé à 1,2 GHz et deux ports pour cartes SIM. Il fonctionne sous Android 4.1 "Jelly Bean".

- DROID Ultra est un smartphone sorti en 2013 équipé d'un écran de 5 pouces, d'un processeur double-cœur, d'un appareil photo de 10 mégapixels. Il fonctionne sous Android 4.2 "Jelly Bean".

- DROID MAXX est le jumeau du DROID Ultra. Il embarque cependant une batterie beaucoup plus importante de 3500mAh.

- DROID Mini est le petit frère des DROID ultra et MAXX. En effet il est équipé d'un écran de 4,3 pouces et d'une batterie moins importante. Le reste des caractéristiques ne changent cependant pas.

- Moto E est la gamme de smartphones d'entrée de gamme de Motorola, le premier modèle est sorti en 2014.

- Moto G est la gamme de smartphones de milieu de gamme de Motorola, le premier modèle est sorti en 2013.

- Moto X est le premier téléphone conçu par Motorola depuis son rachat par Google. Il est axé personnalisation avec la possibilité de créer plus de 2000 déclinaisons différentes. Il propose un écran HD de 4,7 pouces, un processeur double-cœur cadencé à 1,7 GHz et un appareil photo de 10 mégapixels. Il fonctionne sous Android 4,2 "Jelly Bean" , dans un premier temps disponible qu'aux États-Unis, il est aujourd'hui possible de s'en procurer en France. Il a été décliné en une version mise à jour équipée notamment de la 4G et d'un écran Full HD.

### Nokia
- Nokia X
- Nokia 1, smartphone d'entrée de gamme sorti en 2018 sous Android 8.1 «Oreo» édition Go (prévue pour des téléphones avec au plus 1 Gio de mémoire vive ).
- Nokia 2 est un smartphone entrée de gamme sorti en 2017 sous Android 7.1.1 «Nougat». Il est doté d'un écran de 5 pouces, d'un processeur quad-cœur cadencé à 1,3 GHz et d'un appareil photo de 8 mégapixels[8] .
- Nokia 2.1, version 2018 du précédent.
- Nokia 3 est un smartphone entrée de gamme sorti en 2017 sous Android 7.1.1 «Nougat». Il embarque un écran de 5 pouces, un processeur quad-cœur cadencé à 1,4 GHz et d'un appareil 8 mégapixels[9] .
- Nokia 3.1, version 2018 du précédent.
- Nokia 5 est un smartphone milieu de gamme sorti la même année que les précédents équipé d'un écran de 5,2 pouces (résolution 1280×720 ), d'un processeur octa-cœur cadencé à 1,4 GHz épaulé par 2 ou 3 Gio de mémoire vive et d'un appareil photo de 13 mégapixels avec un stockage interne de 16 Go . Son OS est Android 7.1.1 «Nougat»[10] .
- Nokia 5.1, version 2018 du précédent.
- Nokia 6 est une évolution du Nokia 5, qui reprend le même OS et le même processeur mais dispose d'un écran plus grand (5,5 pouces en résolution 1920×1080 ), de 3 ou 4 Gio de mémoire vive, d'un appareil photo de 16 mégapixels et 32 ou 64 Go de stockage interne[11] .
- Nokia 6.1, version 2018 du précédent.
- Nokia 6.2, version 2019 du précédent.
- Nokia 7
- Nokia 7 plus, version 2018 du précédent.
- Nokia 8
- Nokia 8 Sirocco, version 2018 du précédent.

### Oppo
- série Oppo Find, composée de smartphones haut de gamme

- Oppo Ulike est un smartphone sorti en 2012 tournant sous Android 2.3 "Gingerbread". Il est doté d'un écran de 4,0 pouces, d'un processeur cadencé à 1 GHz et d'un appareil photo de 5 mégapixels.

- Oppo Ulike 2 est un smartphone sorti en 2012 tournant sous Android 4.0 "Ice Cream Sandwich". Il est doté d'un écran de 4,5 pouces, d'un processeur cadencé à 1 GHz et d'un appareil photo de 8 mégapixels.

- Oppo Ulike 2S est un smartphone sorti en 2013 tournant sous Android 4.1 "Jelly Bean". Il est doté d'un écran de 5,5 pouces, d'un processeur quad-cœur cadencé à 1,2 GHz et d'un appareil photo de 8 mégapixels.

- Oppo R809T est un smartphone sorti en 2013 équipé d'un écran de 4,7 pouces, d'un processeur quad-cœur cadencé à 1,2 GHz et d'un appareil photo de 8 mégapixels. Il tourne sous Android 4.1 "Jelly Bean".

- Oppo R819 est un smartphone sorti en 2013 équipé d'un écran HD de 4,7 pouces, d'un processeur quadricœur cadencé à 1,2 GHz et un appareil photo de 8 mégapixels. Il tourne sous "Android" 4.2 "Jelly Bean" et propose la possibilité de mettre deux cartes SIM en même temps.

- Oppo N1 est un smartphone sorti en 2013 équipé d'un écran Full-HD de 5,9 pouces. Il propose également un processeur quadricœur cadencé à 1,7 GHz ainsi qu'un appareil photo de 13 mégapixels capable d'effectuer une rotation de 206°. Il fonctionne sous Android 4.2 "Jelly Bean" avec la surcouche Color OS. Il existe également une version tournant directement sous Cyanogenmod.
- R5 est un smartphone de milieu de gamme sorti en 2015, équipé d'un écran de 5,2 pouces au standard Full HD, c'est un des téléphones les plus fins existant. Il est équipé d'Android 4.4.4 KitKat.

### Panasonic
- Panasonic Eluga est un smartphone doté d'un écran de 4,3 pouces et résistant à la poussière et à l'eau (IP55 et IP57).

- Panasonic Eluga Live est un smartphone équipé d'un écran de 4,6 pouces. Tout comme l'Eluga il est résistant à l'eau et à la poussière. Il n'est cependant pas disponible en Europe.

- Panasonic Eluga Power est un smartphone équipé d'un écran de 5 pouces. Il est lui aussi résistant à la poussière et à l'eau (norme IP57).

- Panasonic Eluga X est un smartphone embarquant un écran de 5 pouces Full-HD et fonctionnant sous Android 4.1 Jelly Bean. Il est sorti début 2013 mais n'est cependant pas disponible en dehors du Japon.

- Panasonic Eluga P est un smartphone sorti en 2013 équipé d'un écran Full-HD de 4,7 pouces, d'un processeur quad-cœur cadencé à 1,7 GHz et d'un appareil photo de 13 mégapixels. Il fonctionne sous Android 4.2 Jelly Bean mais n'est cependant pas disponible en dehors du Japon.

- Panasonic T11 est un smartphone sorti en 2013 en Inde. Il embarque un écran de 4 pouces, un processeur quad-cœur cadencé à 1,2 GHz et un appareil photo de 5 mégapixels. Il fonctionne sous Android 4.1 Jelly Bean.

- Panasonic P11 est le grand frère du T11 puisqu'il conserve les mêmes caractéristiques que ce dernier. Son écran mesure cependant 5 pouces.

- Panasonic P51 est le jumeau du P11. Sa batterie est cependant plus importante et son appareil photo a une définition de 8 mégapixels.

- Panasonic ToughPad FZ-X1. Smartphone ultra-durci 5". Android 4.2.2 (Dernière mise à jour 5.1.1).

- Panasonic ToughPad FZ-N1. Smartphone ultra-durci 4,7". Android 5.1.1 (Dernière mise à jour 8.1).

- Panasonic ToughBook FZ-T1. Smartphone durci 5". Android 8.1.

### Samsung Electronics

#### Samsung Galaxy
- série Galaxy S , composée d'environ 15 smartphones haut de gamme
- série Galaxy Note , composée d'environ 10 phablettes ultra-haut de gamme
- série Galaxy Z , composée de 5 smartphones pliables
- série Galaxy A , composée d'environ 50 smartphones d'entrée et de milieu de gamme
- série Galaxy M , composée d'environ 15 smartphones d'entrée de gamme

- série Galaxy Xcover, composée d'environ 10 smartphones renforcés

##### Autres smartphones
- le Galaxy i7500 , premier smartphone Android de Samsung, et premier de la marque Galaxy . Il sort en juin 2009 .
- Galaxy Pro est un smartphone à clavier physique (façon Blackberry) et fonctionnant sous Android Froyo.

- Galaxy 550 est un smartphone équipé d'un écran de 2,8 pouces et fonctionnant sous Android 2.1 "Eclair".

- Galaxy 551 est un autre smartphone à clavier physique et fonctionnant sous Android Froyo.

- Galaxy R ou « Royal » est un dérivé du Galaxy S II avec des caractéristiques plus faibles sorti fin 2011. L'écran 4,19 pouces à 800 ×480 p .

- Galaxy W ou "Wonder" est un smartphone milieu-haut de gamme sorti en octobre 2011. L'écran 3,7 pouces à 800 × 480 p  et un processeur mono-cœur cadencé à 1,4 GHz.

- Galaxy M ou « Magical » est un smartphone sorti fin 2011 qui ressemble beaucoup au Galaxy S au niveau du design mais avec des caractéristiques techniques légèrement inférieures.  L'écran 4,0 pouces à 800 × 480 p .

- Galaxy Spica est sorti en 2009 en rouge. L'écran de 3,2 pouces a 480 × 320 p.

- Galaxy Naos est un bas de gamme sorti en juillet 2010 .

- Galaxy Teos est un bas de gamme sorti en août 2010. L'écran de 3,2 pouces a 400 × 240 p.
- Galaxy Nexus est un haut de game Google sorti en octobre 2011. L'écran de 4,65 pouces a 1280 × 720 p. Il est le tout premier à disposer d'Android Ice Cream Sandwich.

- Galaxy Gio est un smartphone sorti en 2011 embarquant un écran de 3,2 pouces. Il fonctionne sous Android 2.2 FroYo.

- Galaxy Next est un smartphone équipé d'un écran de 3 pouces. Il fonctionne sous Android 2.3 Gingerbread.

- Galaxy Core est un smartphone équipé d'un écran de 4,3 pouces et d'un processeur double-cœur cadencé à 1,2 GHz. Il fonctionne sous Android 4.1 "Jelly Bean".

- Galaxy Neo est un smartphone sorti en 2011 équipé d'un écran de 3,5 pouces. Il fonctionne sous Android 2.2 FroYo.

- Galaxy Music est un smartphone sorti en 2012 équipé d'un écran de 3,0 pouces à 320 × 240 p , d'un processeur mono-cœur cadencé à 850 MHz et d'un appareil photo de 3 mégapixels. Il fonctionne avec  Android 4.0 "Ice Cream Sandwich" et est équipé de deux haut-parleurs.

- Galaxy Pop est un smartphone sorti en 2011. L'écran 3,14 pouces a 320 × 240 p . Il a un appareil photo 3 Mpx[12] .

- Galaxy Young est un smartphone sorti en août 2013[13] embarquant un écran 3,27 pouces a 480 × 320 , un appareil photo de 3 mégapixels et un processeur mono-cœur cadencé à 1 GHz. Son design reprend celui du Galaxy SIII.

- Galaxy Fame est un smartphone bas de gamme sorti en 2013 équipé d'un écran 3,5 pouces à 480 × 320 p , d'un processeur mono-cœur de 1 GHz et d'un appareil photo de 5 mégapixels. Son design reprend aussi les codes du Galaxy SIII.

- Galaxy Win est un milieu bas de gamme sorti en 2013 équipé d'un écran 4,7 pouces à 800 × 480 p , d'un processeur quadruple cœur cadencé à 1,2 GHz et d'un appareil photo de 5 mégapixels. Il fonctionne avec Android 4.1 "Jelly Bean"[14]

- Galaxy Hennessy est un téléphone à clapet sorti en 2013. Il propose deux écrans 3,3 pouces à 480 × 320 p , un appareil photo de 5 mégapixels et un processeur quadricœur cadencé à 1,2 GHz. Il fonctionne avec Android 4.1 "Jelly Bean" et propose de mettre deux cartes SIM en même temps[15]

- Galaxy Golden est un téléphone à clapet sorti en 2013. Il a deux écrans avec une taille de 3,67 pouces à 800 × 480 p , un processeur double-cœur 1,7 GHz et un appareil photo de 8 mégapixels. Il fonctionne sous Android 4.2 "Jelly Bean". Il est compatible 4G/LTE[16].

À noter qu'il existe des versions Pro (avec clavier physique), Duo (possibilité de mettre deux cartes SIM) ou Plus/Advance (simple mise à jour hardware) de certains smartphones.

#### Autres Samsung
- série W, composée de smartphones de luxe à clapet[17]

### Sharp
- Sharp Aquos Phone SH80F est un smartphone doté d'un écran 3D sans lunettes de 4,2 pouces. Il est sorti en 2012 et est le seul smartphone Sharp disponible en Europe.

- Sharp Aquos 206SH est un smartphone sorti en 2013 équipé d'un écran de 5 pouces, d'un processeur quad cœur cadencé à 1,7 GHz et un appareil photo de 13 mégapixels. Il est étanche, résiste à la poussière et, selon le constructeur, aurait deux jours d'autonomie.

- Sharp Aquos Phone Xx est un smartphone sorti en 2013 au Japon. Il embarque un écran IZGO de 5,2 pouces, un processeur quadricœur cadencé à 2,3 GHz et un appareil photo de 16 mégapixels.

- Sharp Aquos Phone Xx Mini est un smartphone sorti en 2013 au Japon. Il embarque un écran IZGO de 4,5 pouces, un processeur quadricœur cadencé à 2,3 GHz et un appareil photo de 13 mégapixels. Il résiste à l'eau et à la poussière.

### Sony

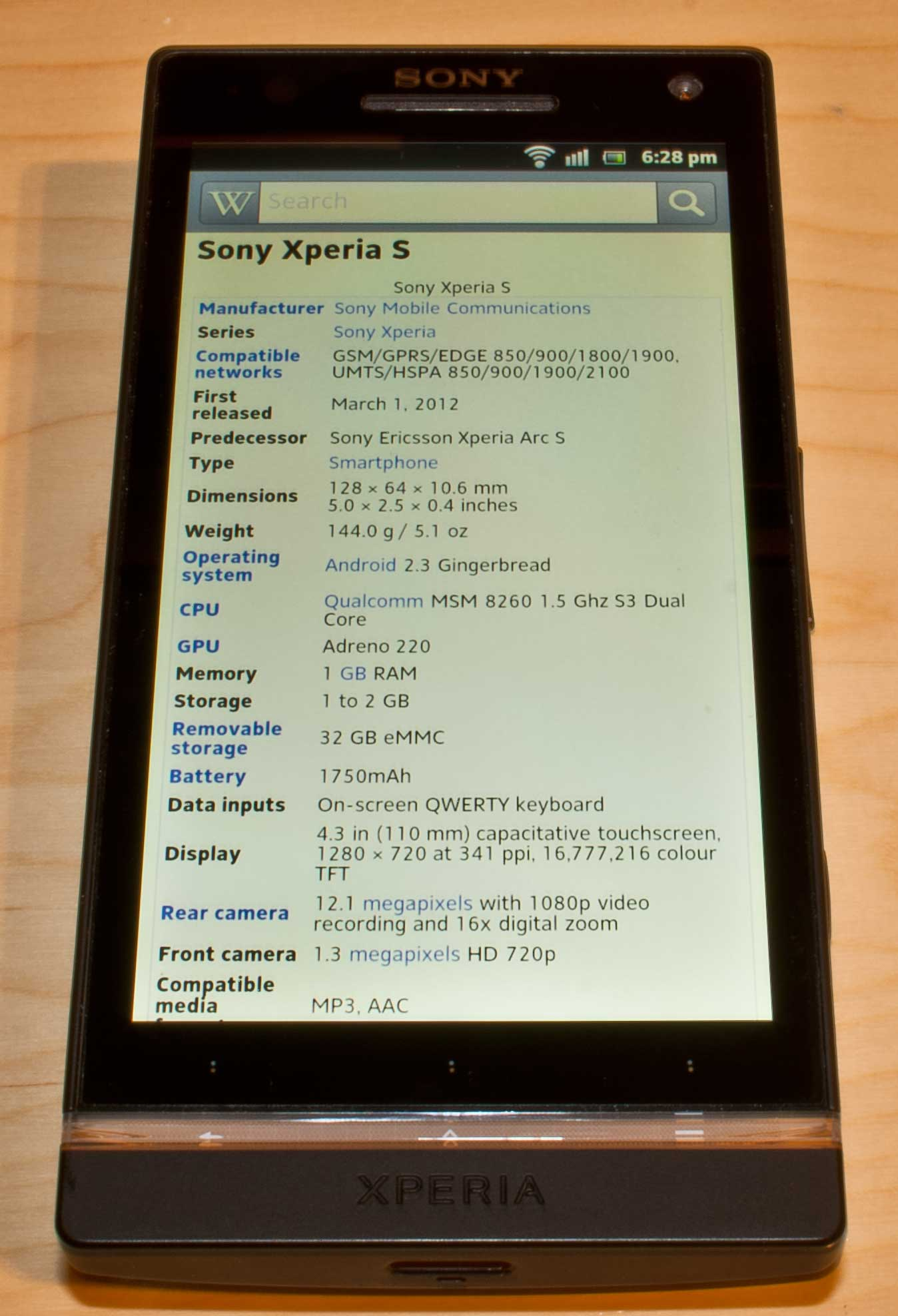
Le Sony Xperia S.

- Xperia S est le haut de gamme et porte-étendard des smartphones Sony sorti début 2012. Il a été remplacé en 2013 par le Xperia Z .

- Xperia P est un milieu de gamme des smartphones Sony, sorti en 2012.

- Xperia U est un bas de gamme des smartphones Sony, sorti en 2012.

Ce sont les trois premiers téléphones vendus sous la marque Sony (et non plus Sony Ericsson), ils gardent toutefois le logo Sony Ericsson.
- Xperia A est un smartphone haut de gamme sorti au premier semestre 2013 et destiné au Japon. Comme le Xperia Z, il est équipé d'unécran tactile de 5 pouces Full HD, d'un appareil photo de 13 mégapixels, d'une compatibilité 4G LTE et est étanche. En revanche, sa batterie de 2 300 mAh est amovible car l'arrière est un cache plastique.

- Xperia A2 est un smartphone haut de gamme sorti en juin 2014 et disponible au Japon. Il est extrêmement proche du Z1 Compact, disposant d'un écran de même taille et même résolution et du même processeur.

- Xperia C est un smartphone sorti en 2013 destiné au marché chinois. Il propose un écran de 5 pouces, un processeur quad cœur cadencé à 1,5 GHz et un appareil photo de 8 mégapixels.

- Xperia E est un smartphone bas de gamme doté d'un écran de 3,5 pouces sorti au premier trimestre 2013.
- Xperia E Duo est une variante du Xperia E . Il est possible de mettre deux cartes SIM en même temps.
- Xperia E1 est un smartphone bas de gamme doté d'un écran de 4 pouces sorti au premier trimestre 2014. La caractéristique mise en avant par Sony est son haut-parleur pouvant diffuser à un niveau sonore maximum de 100 dB.
- Xperia E3 est un smartphone milieu de gamme sorti en septembre 2014 . Il dispose d'un écran de 4,5 pouces, d'un processeur Snapdragon 400 et de la connectivité 4G.

- Xperia V est un haut de gamme sorti en 2012. Il se différencie des autres smartphones haut de gamme par sa résistance à la poussière et son étanchéité (norme IP55 et IP 57). En outre il est compatible LTE.

- Xperia T est un haut de gamme sorti en 2012. Il possède les mêmes caractéristiques que le Xperia V . Cependant, il n'est pas compatible LTE et n'a pas les normes IP55 et IP57.
- Xperia T2 Ultra est une phablette milieu de gamme sortie au premier semestre 2014. Elle est dotée d'un écran HD de 6 pouces, d'un processeur Snapdragon 400, et soit de deux ports pour carte SIM avec une connectivité 3G, soit d'un seul port pour carte SIM mais avec une connectivité 4G.

- Xperia J est un smartphone milieu de gamme sorti en 2012.

- Xperia Accro S est un smartphone Sony sorti en 2012. Il se situe dans le même segment que le Xperia S et lui ressemble beaucoup. Sa particularité est sa résistance aux chocs légers, aux doigts mouillés et aux jets d'eau (Certifications IP55 et IP57).

- Xperia Ion est un smartphone Sony haut de gamme disponible à partir de la rentrée 2012. Il est légèrement plus grand que le Xperia S .

- Xperia Go est un smartphone milieu de gamme à la norme IP67. Il est résistant au sable, à la poussière, à l'eau et aux chocs.

- Xperia Sola est un smartphone milieu de gamme. Sa particularité est la fonction Floating Touch qui lui permet de naviguer sur internet sans toucher l'écran.

- Xperia Tipo dual est un smartphone d’entrée de gamme sorti en 2012 qui permet de mettre deux cartes SIM en même temps.
- Xperia T2 Ultra est un smartphone de milieu de gamme sorti début 2014 disposant d'un écran de 6 pouces de résolution HD.

- Xperia Miro est un smartphone d’entrée de gamme sorti en 2012. Sa particularité est l'intégration forte des fonctionnalités Facebook comme le partage rapide de photos ou vidéos. Il existe une variante, le Xperia Miro Duo qui permet de mettre deux cartes SIM en même temps.

- Xperia UL est le jumeau du Xperia Z destiné au Japon.

- Xperia Z est le smartphone haut de gamme et porte-étendard de la firme pour le premier semestre 2013. Il embarque un écran de 5 pouces Full-HD, fonctionne sous Android Jelly Bean 4.1 et est compatible 4G/LTE. Il a également les certifications IP55 et IP57  : le téléphone est étanche et résistant à la poussière.

- Xperia ZL est un smartphone très proche du Xperia Z . En effet, il n'a plus les certifications IP55 et IP57 mais embarque un émetteur infra-rouge et un bouton physique pour le déclenchement des photos.

- Xperia ZR est un smartphone étanche (norme IP58) sorti en 2013 équipé d'un écran de 4,6 pouces, d'un appareil photo de 13 mégapixels et d'un processeur quatre cœurs cadencé à 1,5 GHz. Il fonctionne sous Android 4.1 "Jelly Bean".

- Sony Xperia Z Ultra  est la première phablette de Sony. Haut de gamme, elle est dotée d'un processeur quadcore Snapdragon 800 cadencé à 2,2 GHz couplé à 2 Go de RAM et d'une puce graphique Adreno 330. Il dispose d'un écran de 6,44 pouces full HD équipé de la technologie d'affichage Triluminos pour mobile, X-Reality pour mobile, Senser-on-lens et BRAVIA Engine 2. De plus, il embarque un APN de 8 Mpx Exmor RS sans flash, filmant en FHD et d'un capteur en façade de 2 Mpx. Ce smartphone est recouvert de plaques de verres minérales, protégées par du Gorilla Glass 3, sur les faces. Il est équipé 4G à 150 Mb/s, NFC, Bluetooth, Wi-Fi… Il a 16 Go de ROM extensibles par micro SD allant jusqu'à 64 Go. Il est affiché à 679 € sur le site de Sony le 21 novembre 2013.

- Xperia Z1 est le haut de gamme Sony pour la fin de l'année 2013. Il succède au Xperia Z . On observe des changements au niveau du processeur (Snapdragon S800 quadcore cadencé à 2,2 GHz), de l'appareil photo (capteur de 20,7 mégapixels) mais aussi au niveau du design. Le téléphone fonctionne sous Android 4.2 "Jelly Bean" et reste toujours résistant à la poussière ainsi qu'à l'immersion. Le Xperia Z1s est une variante très proche vendue aux États-Unis exclusivement par l'opérateur T-Mobile.

- Xperia Z1f (au Japon, sortie décembre 2013 ) et Z1 Compact (en Europe, sortie début 2014) sont des variantes plus petites du Xperia Z1 . Ils sont en effet équipés d'un écran de 4,3 pouces de résolution HD et proposent sensiblement les mêmes caractéristiques que le Z1. Le Xperia A2 est très proche de ces modèles.

- Xperia Z2  succède au Xperia Z1 en avril 2014 . Il est plus haut, moins large et moins épais que son prédécesseur. Il est équipé d'un écran LCD IPS de 5,2 pouces, du processeur Snapdragon 801AB, évolution du Snapdragon 800, et dispose de deux haut-parleurs stéréo. Sony livre ce Xperia Z2 avec de nouveaux écouteurs permettant de filtrer les bruits ambiants[18] .
- Xperia Z3 succède en septembre 2014 au Xperia Z2 duquel il est techniquement très proche mais légèrement plus petit (écran de 5,2 pouces, processeur Snapdragon 801AC).
- Xperia Z3 Compact succède au Z1 Compact en septembre 2014 . Variante plus petite du Xperia Z3 . Il est en effet équipé d'un écran de 4,6 pouces de résolution HD et propose sensiblement les mêmes caractéristiques techniques que le Z3. Il est aussi plus petit que le Z1 Compact.

- Xperia A est le jumeau du Xperia ZR pour le Japon mais n'est pas étanche.

- Xperia L est un smartphone sorti en 2013 équipé d'un écran de 4,3 pouces, d'un processeur double cœur cadencé à 1 GHz et d'un appareil photo de 8 mégapixels. Il fonctionne avec Android 4.1 "Jelly Bean".

- Xperia M est un smartphone sorti en 2013 avec Android 4.1 "Jelly Bean". Il propose un écran de 4 pouces, un processeur double cœur cadencé à 1 GHz et d'un appareil photo de 5 mégapixels. Il existe également une version Duo du téléphone qui permet de mettre deux cartes SIM en même temps.
- Xperia M2 succède au Xperia M1. Ce smartphone de milieu de gamme est sorti début 2014 et dispose de la 4G et d'un appareil photo de 8 mégapixels.
- Xperia M2 Aqua est un smartphone milieu de gamme étanche et résistant à la poussière (IP 65/68), officialisé en août 2014 . Il dispose d'un écran de 4,8 pouces de résolution qHD, d'un processeur Snapdragon 400 et d'un appareil photo de 8 mégapixels.
- Xperia M4 Aqua est un smartphone milieu de gamme étanche et résistant à la poussière (IP 65/68), Il dispose d'un écran de 5 pouces de résolution qHD, d'un processeur Snapdragon 615 et d'un appareil photo de 13 mégapixels.

- Xperia SP est le successeur du Xperia P sorti en 2013. Il est équipé d'un écran HD de 4,6 pouces, d'un processeur double cœur cadencé à 1,7 GHz et d'un appareil photo de 8 mégapixels. Il fonctionne sous Android 4.1 "Jelly Bean".

- Xperia XA1 Ultra est une phablette milieu de gamme avec un écran HD de 6 pouces sortie en 2017. Elle fonctionne sous Android 7.0 "Nougat".

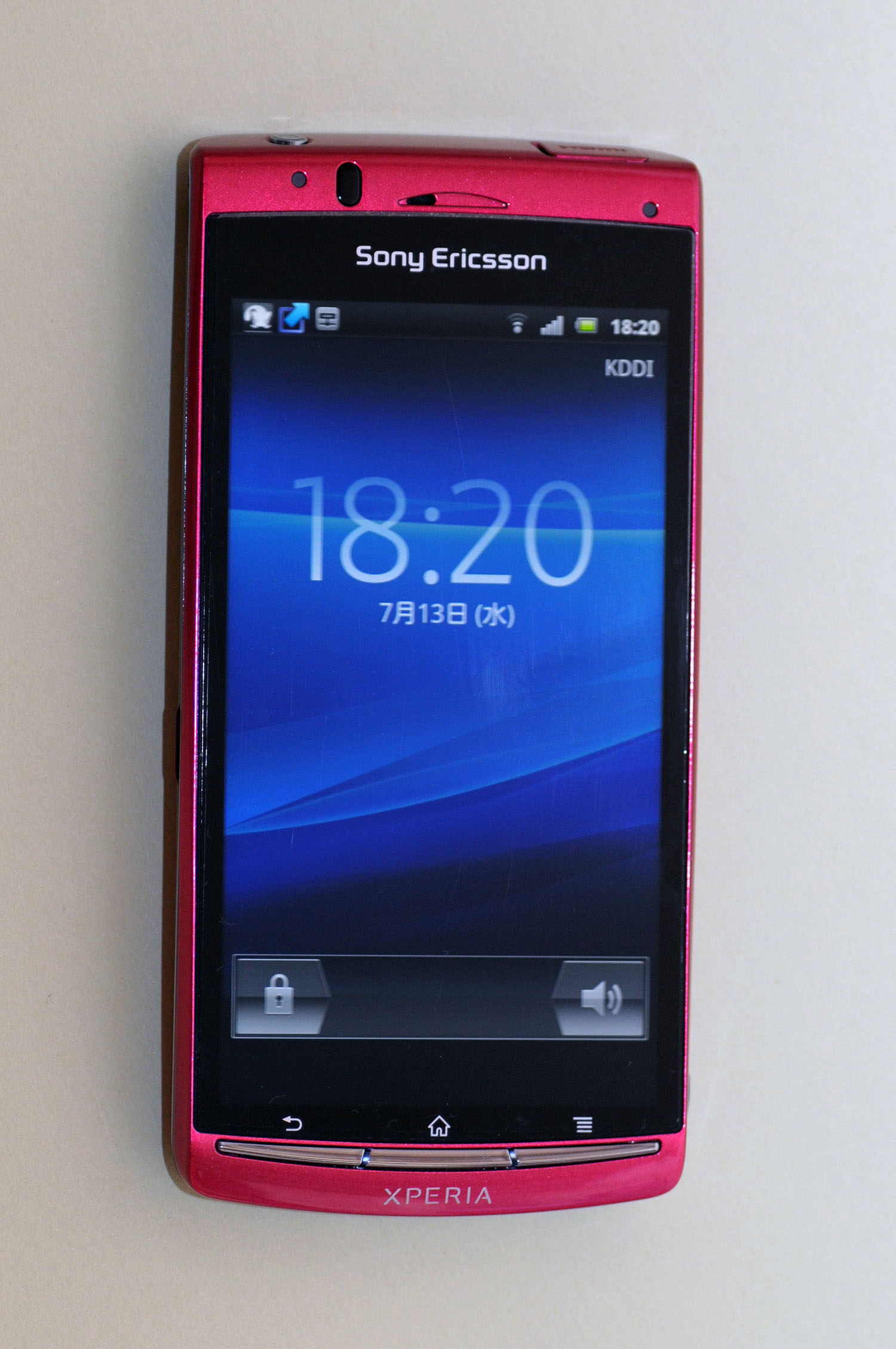
Une variante de l'Xperia Arc au Japon : l'Xperia Acro.

- Xperia acro est un smartphone possédant sensiblement les mêmes caractéristiques que l'Xperia arc, et uniquement disponible au Japon.

- Xperia arc est un smartphone haut de gamme.

- Xperia arc S est un smartphone animé d'Android 2.3 Gingerbread sorti en juin 2011 uniquement au Japon et en Europe. Il s'agit d'une version plus puissante du Xperia arc , le processeur passant de 1 GHz sur le arc à 1,4 GHz sur le arc S. Les autres caractéristiques sont identiques à celles de l'arc.

- Xperia PLAY est le smartphone certifié PlayStation , disposant d'un écran tactile coulissant avec deux gâchettes, les touches de navigation, un touchpad tactile et les touches carré rond croix triangle.

- Xperia X10 est la première incursion de Sony Ericsson chez Android .

- Xperia X8 est une version d’entrée de gamme du X10.

- Xperia X10 mini est un petit smartphone du début 2010.

- Xperia pro est un petit smartphone avec clavier coulissant et clavier physique.

- Xperia neo est un smartphone remplaçant le Vivaz.

- Xperia mini pro est un tout petit smartphone avec clavier physique.

- Xperia active est un petit smartphone résistant aux chocs, à l'eau et à la poussière.

- Xperia ray est le dernier smartphone de Sony Ericsson. Les smartphones Sony les remplacent.

- Live Walkman est un smartphone baladeur orienté vers l’écoute de musique  : il dispose des technologies Walkman .

### Ulefone
- Serie Amor

### Vodafone
- Série -45  :
  - Vodafone 845 Le Vodafone 845 est un smartphone roulant sous Android 2.1, Éclair. Il est sorti en 2010, le premier smartphone de vodaphone sous Android. Il a 512 MB de mémoire interne et 128 MB de RAM. On peut insérer une carte Micro-SD jusqu'à 16 GB. Sa caméra principale a 3.15 MP. Il mesure 2,8 pouces.
  - Vodafone 945 Le Vodafone 945 est un smartphone sous Android 2.1, Éclair. Il a une mémoire interne de 300 MB et on peut insérer une carte Micro-SD jusqu'à 32 GB. Sa caméra principale a 5 MP. Il mesure 3,2 pouces.

- Série Smart  :
  - Vodafone 858 Smart Le Vodafone 858 Smart est un smartphone sous Android 2.2, Froyo. Il a une mémoire interne de 130 MB. On peut insérer une carte Micro-SD jusqu'à 32 GB. Il a une caméra principale de 2 MP. Il mesure 2,8 pouces.
  - Vodafone V860 Smart 2 Le Vodafone V860 est un smartphone sous Android 2.3.7, Gingerbread. Il a 1 GB de mémoire interne et on peut insérer une carte Micro-SD jusqu'à 32 GB. Sa caméra principale a 3 MP. Il mesure 3,2 pouces.
  - Vodafone Smart 3 Le Vodafone Smart 3 975 est un smartphone sous Android 4.1, Jellybean. Il a une mémoire interne de 4 GB et on peut insérer une carte Micro-SD jusqu'à 32 GB. Il a une caméra principale de 5 MP. Il mesure 4 pouces.
  - Vodafone Smart Mini Le Vodaftone Smart Mini est un smartphone sous Android 4.1, Jellybean. Il a 4 GB de mémoire interne et a 512 MB de RAM. On peutr aussi insérer une carte Micro-SD jusqu'à 32 GB. Il a une caméra principale de 2 MP. Il mesure 3,5 pouces.
  - Vodafone Smart 4 mini Le Vodafone Smart 4 mini est un smartphone sous Android 4.2.2, Jellybean. Il a 4 GB de mémoire interne et a 512 MB de RAM. On peut aussi insérer une carte Micro-SD jusqu'à 32 GB.    Il a une caméra principale de 3,15 MP. Il mesure 4 pouces.
  - Vodafone Smart 4 Le Vodafone Smart 4 est un smartphone sous Android 4.4.2, Jellybean. Il propose 4 GB de mémoire interne et a 512 MB de RAM. On peut aussi insérer une carte Micro-SD jusqu'à 32 GB. Il a une caméra principale de 5 MP. Il mesure 4,5 pouces.
  - Vodafone Smart 4 Turbo Le Vodafone Smart 4 Turbo est un smartphone sous Android 4.4.2, Jellybean. Il a 4 GB de mémoire interne et a 1 GB de RAM. On peut insérer une carte Micro-SD jusqu'à 32 GB. Il a une caméra principale de 5 MP et il a une caméra a selfie VGA. Il mesure 4,5 pouces.
  - Vodafone Smart 4G Le Vodafone Smart 4G est un smartphone sous Android 4.2.2, Jellybean. Il a 8 GB de mémoire interne et a 1 GB de RAM. On peut insérer une carte Micro-SD jusqu'à 32 GB. Il a une caméra principale de 8 MP et une caméra a selfie de 1 MP. Il mesure 4,5 pouces.
  - Vodafone Smart 4 Max Le Vodafone Smart 4 Max est un smaretphone sous Android 4.4.2, Jellybean. Il a 8 GB de memoire interne et a 1 GB de RAM. On peut insérer une carte Micro-SD jusqu'à 32 GB. Il a 13 MP de caméra principale et a 2 MP de caméra a selfie. Il mesure 6 pouces.
  - Vodafone Smart First 6 Le Vodafone Smart First 6 est un smartphone roulant sous Android 4.4.2, Jellybean. Il a 4 GB de mémoire interne et a 512 MB de RAM. On peut insérer une carte Micro-SD jusqu'à 32 GB. Il a une caméra principale de 2 MP. Il mesure 4 pouces.
  - Vodafone Smart Prime 6 Le Vodafone Smart Prime 6 est un smartphone sous Android 5.0.2, Lollipop. Il a 8 GB de mémoire interne et a 1 GB de RAM. On peut insérer une carte Micro-SD jusqu'à 64 GB. Il a une caméra principale de 8 MP et a 2 MP de caméra à Selfie. Il mesure 5 pouces.
  - Vodafone Smart Ultra 6 Le Vodafone Smart Ultra 6 est un smartphone sous Android 5.1, Lollipop. Il a 16 GB de mémoire interne et a 2 GB de RAM. On peut insérer une carte Micro-SD jusqu'à 64 GB. Il a une caméra principale de 13 MP et a 5 MP de caméra selfie. Il mesure 5,5 pouces.
  - Vodafone Smart Speed 6 Le Vodafone Smart Speed 6 est un smartphone sous Android 5.1, Lollipop. Il a 8 GB de mémoire interne et a 1 GB de RAM. On peut aussi insérer une carte Micro-SD jusqu'à 32 GB. Il a une caméra principale de 5 MP et a 2 MP de caméra a Selfie. Il mesure 4,5 pouces.
  - Vodafone Smart First 7 Le Vodafone Smart First 7 est un smartphone sous Android 5.1, Lollipop. Il a 4 GB de mémoire interne et a 512 MB de RAM. On peut aussi insérer une carte Micro-SD jusqu'à 64 GB. Il a une caméra principale de 2 MP et n'a pas de caméra a Selfie. Il mesure 3,5 pouces.
  - Vodafone Smart Prime 7 Le Vodafone Smart Prime 7 est un smartphone sous Android 6.0.1, Marshmallow. Il a 8 GB de mémoire interne et a 1 GB de RAM. On peut aussi insérer une carte Micro-SD jusqu'à 256 GB, ce qui est une grande première chez Vodafone. Il a une caméra principale de 8 MP et a 5 MP pour la caméra a Selfie. Il mesure 5 pouces.
  - Vodafone Smart Ultra 7 Le Vodafone Smart Ultra 7 est un smartphone sous Android 6.0.1, Marshmallow. Il a 16 GB de mémoire interne et a 2 GB de RAM. On peut aussi insérer une carte Micro-SD jusqu'à 256 GB. Sa caméra principale a 13 MP et sa caméra a selfie a 5 MP avec LED flash. Il mesure 5,5 pouces.
  - Vodafone Smart Platinum 7 Le Vodafone Smart Platinum 7 est un smartphone sous Android 6.0.1, Marshmallow. Il a 32 GB de mémoire interne et a 3 GB de RAM. On peut aussi insérer une carte Micro-SD jusqu'à 256 GB. Il est équipé d'une technologie Dual-SIM. Sa caméra principale a 16 MP et sa caméra a selfie a 8 MP. Il mesure 5,5 pouces.
  - Vodafone Smart Turbo 7 Le Vodafone Smart Turbo 7 est un smartphone sous Android 6.0, Marshmallow. Il a 8 GB de mémoire interne, 2 GB de RAM, et on peut insérer une carte SD jusqu'à 32 GB. Sa caméra principale à 5 MP et sa caméra Selfie à 2 MP.

### Wiko
Tous les smartphones Wiko sont en réalité fabriqués par une société chinoise dénommée Tinno. On peut donc retrouver les mêmes smartphones avec des noms différents, vendus par différentes marques.
- Cink est le premier smartphone de la marque française à tourner sous Android . Il embarque un écran de 3,5 pouces et un appareil photo de 3,2 mégapixels. Il est sorti en 2012 avec Android 2.3.6 Gingerbread.

- Cink Slim est un smartphone fonctionnant avec Android 4.0.4 Ice Cream Sandwich sorti en 2012. Il embarque un écran de 4 pouces et un processeur double cœur cadencé à 1 GHz.

- Cink King est un smartphone fonctionnant sous Android 4.0.4 Ice Cream Sandwich sorti fin 2012. Il embarque un écran de 5 pouces et un processeur double cœur cadencé à 1 GHz. En outre ce téléphone est double-sim. On peut donc utiliser deux cartes SIM en même temps.

- Cink Peax est un smartphone sorti début 2013 pour un prix inférieur à 200 €. Il offre un très bon rapport qualité-prix. En effet il embarque un écran de 4,5 pouces qHD, un processeur double cœur 1 GHz, un appareil photo de 8 mégapixels et fonctionne avec Android 4.0.4 Ice Cream Sandwich.

- Cink Peax 2 est la deuxième version du Peax . Il propose les mêmes caractéristiques que son grand frère à l'exception de son processeur qui devient quadricœur et de son logiciel qui fonctionne sous Android 4.1 "Jelly Bean".

- Cink+ est un smartphone sorti en 2013 pour un prix d'environ 100 €. Il propose un écran de 3,5 pouces, un processeur MediaTek double cœur cadencé à 1 GHz et d'un appareil photo de 3,2 mégapixels. Il fonctionne avec Android 4.1 "Jelly Bean".

- Cink Five est un smartphone fonctionnant sous Android 4.1.2 sorti en 2013 en France pour un prix d'environ 199 €. Il dispose d'un processeur quadruple cœur à 1,2 GHz, d'un écran 5 pouces en HD, d'une caméra arrière de 8 mégapixels et d'une autre en façade de 2 mégapixels.

- Starway est un smartphone sorti en 2013 équipé d'un écran de 5 pouces, d'un processeur quad cœur cadencé à 1,2 GHz et d'un appareil photo de 13 mégapixels. Il fonctionne avec Android 4.1 "Jelly Bean".

- Sublime Swarovski est un smartphone sorti en 2013. Il propose un écran de 4 pouces, un processeur double cœur cadencé à 1 GHz et d'un appareil photo de 8 mégapixels.

- Oggy est un smartphone sorti en 2013 équipé d'un écran de 3,5 pouces, d'un processeur double-cœur cadencé à 1 GHz et d'un appareil photo de 2 mégapixels.

- Série Hell Dark
  - Darkside est un smartphone sorti en 2013. Il propose un écran de 5,7 pouces, un processeur MediaTek quad cœur cadencé à 1,2 GHz et d'un appareil photo de 13 mégapixels. Il fonctionne avec Android 4.1 "Jelly Bean".
  - Darkfull est un smartphone sorti en 2013 équipé d'un écran Full-HD de 5 pouces, d'un appareil photo de 13 mégapixels et d'un processeur quadricœur cadencé à 1,GHz. Il fonctionne sous Android 4.2 "Jelly Bean" et intègre deux emplacements pour carte SIM.
  - Darknight est un smartphone équipé d'un écran HD de 5 pouces, d'un processeur quadricœur cadencé à 1,5 GHz et d'un appareil photo de 8 mégapixels. Il fonctionne sous Android 4.2 "Jelly Bean" et propose, comme beaucoup de smartphones Wiko, un double emplacement pour carte SIM.
  - Darkmoon est un smartphone sorti en 2013. Il propose un écran HD de 4,7 pouces, un processeur quadricœur cadencé à 1,3 GHz et un appareil photo de 8 mégapixels. Il fonctionne également sous Android 4.2 "Jelly Bean" et propose lui aussi deux emplacements pour carte SIM.
- Le Pulp 4G est sorti en Novembre 2015 et offre un écran de 5 pouces, un processeur quadricœur de 1,2 GHz, muni d'un appareil photo dorsal de 13 Mpx avec flash et facial de 5 Mpx aussi avec flash. Il est livré avec Android 5.1.1 Jelly Bean et deux emplacements microSIM et nanoSIM.
- Wiko U feel est un  smartphone sorti en 2016. Il est un des premiers terminaux à apporter un lecteur d'empreintes digitales sous la barre des 200 €. Il propose un écran 5 pouces et un appareil photo de 13 mpx et fonctionne sous Android 6.0 "Marshmallow".

### ZTE

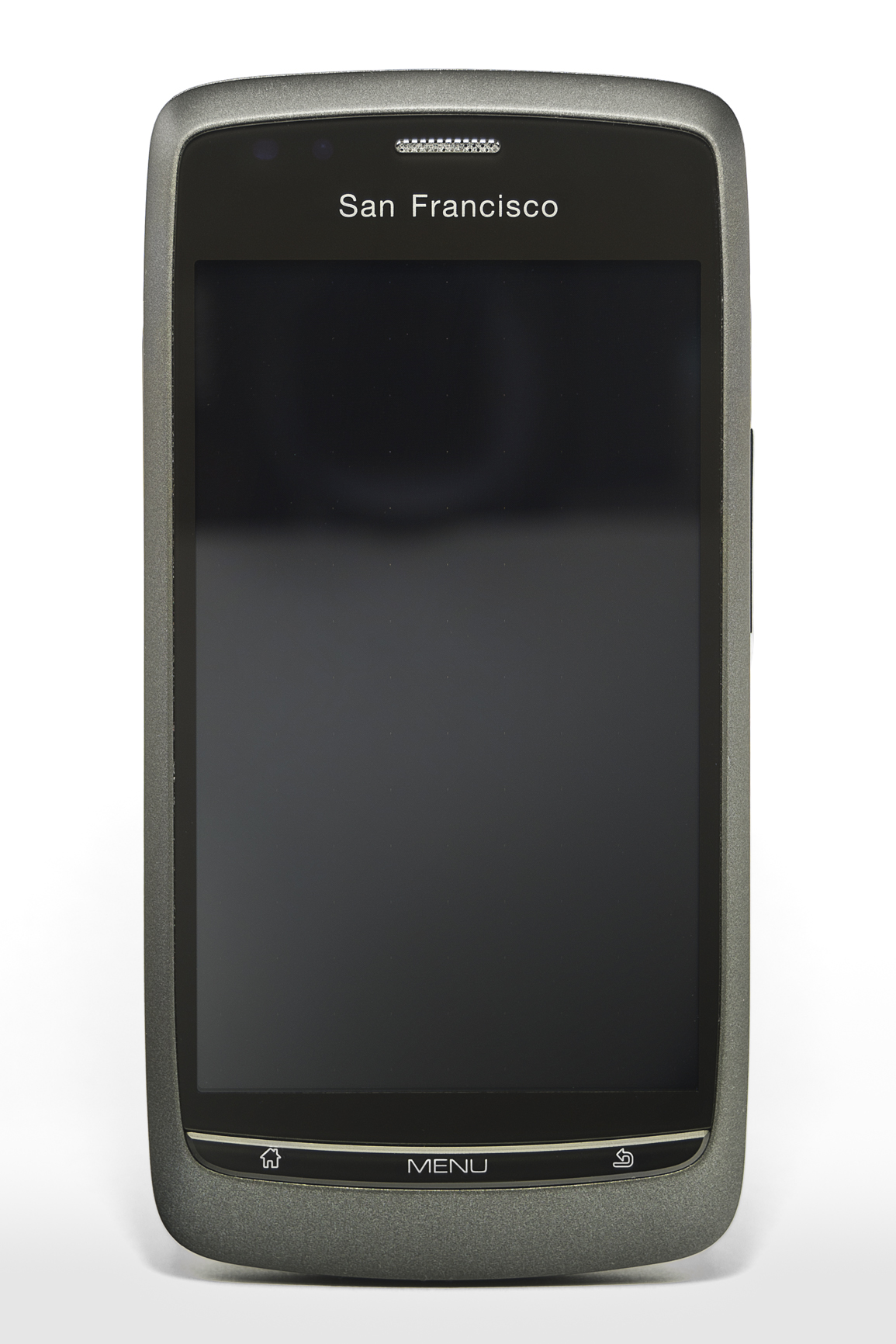
Un ZTE Blade, ici sous le nom « Orange San Francisco ».

- série ZTE Blade, composée de smartphones milieu de gamme

- série ZTE Grand, composée de smartphones milieu de gamme

- ZTE Link (Aussi connu sous le nom de Racer) est un petit smartphone doté d'un écran de 2,8 pouces et fonctionnant sous Android 1.6 "Donut".

- ZTE Racer II est un smartphone doté d'un écran de 2,8 pouces et tournant sous Android 2.2 "FroYo".

- ZTE Skate est un smartphone équipé d'un écran de 4,3 pouces et d'Android 2.3.5 "Gingerbread".

- ZTE Nubia Z5 est un smartphone haut de gamme doté d'un écran de 5 pouces Full HD. Il n'est actuellement disponible que pour le marché japonais.

- ZTE Nubia Z5 Mini est le petit frère du Nubia Z5. Il est doté d'un écran de 4,7 pouces, d'une puce quad-cœur cadencé à 1,5 GHz et d'un appareil photo de 13 mégapixels. Il fonctionne avec Android 4.2 Jelly Bean et est sorti en 2013.

- ZTE Mimosa X est un smartphone sorti début 2012 en Chine. Il embarque un écran de 4,3 pouces, un appareil photo de 5 mégapixels et un processeur double cœur Tegra 2.

- ZTE U935 est un smartphone sorti en 2013 en Chine. Il embarque un écran de 5 pouces en définition Full-HD, un appareil photo de 8 mégapixels et un processeur quadruple cœur cadencé à 1,2 GHz.

- ZTE U950 est un smartphone sorti fin 2012 en Chine. Il embarque un écran de 4,3 pouces, un appareil photo de 5 mégapixels et un processeur Tegra 3 quadruple cœur cadencé à 1,3 GHz. Il fonctionne sous Android 4.0 Ice Cream Sandwich.

- ZTE N909 est un smartphone sorti en 2013 en Chine. Il embarque un écran de 4,5 pouces, un processeur quadruple cœur cadencé à 1,2 GHz et un appareil photo de 5 mégapixels. Il permet également de mettre deux cartes SIM.

- ZTE N986 est un smartphone sorti en 2013 équipé d'un écran de 5 pouces, d'un processeur quad cœur cadencé à 1,2 GHz et d'un appareil photo de 8 mégapixels. Il fonctionne avec Android 4.2 Jelly Bean.

- ZTE Geek est un smartphone sorti en 2013 équipé d'un écran HD de 5 pouces, d'un processeur double cœur Intel cadencé à 2 GHz et d'un appareil photo de 8 mégapixels. Il fonctionne avec Android 4.1 Jelly Bean.

- ZTE Geek U988S est un smartphone sorti en 2013 équipé d'un écran full-HD de 5 pouces et d'un appareil photo de 13 mégapixels. Il fonctionne avec Android 4.2 Jelly Bean et est le premier smartphone à sortir avec un processeur de dernière génération Tegra 4.

## Séries abandonnées

### Acer
- série Acer beTouch, arrêtée, composée de smartphones d'entrée de gamme dotés d'un clavier physique
- série Acer Liquid, arrêtée, composée de smartphones haut de gamme
- série Acer Predator, arrêtée, composée de smartphones destinées au gaming

### Alcatel
- série Alcatel OneTouch, arrêtée, composée de smartphones d'entrée de gamme
- série Alcatel OneTouch Idol, arrêtée, composée de smartphones d'entrée/milieu de gamme

### Archos
- série Archos Diamond, arrêtée, composée de smartphones d'entrée/milieu de gamme
- série Archos Platinium, arrêtée, composée de smartphones d'entrée de gamme
- série Archos Sense, arrêtée, composée de smartphones d'entrée de gamme
- série Quechua Phone, arrêtée, composée de smartphones dédiés aux sportifs, développés avec Decathlon[19]

### Fujitsu
- Fujitsu Arrows X, premier smartphone avec un scanner d'iris[20]

- Fujitsu Stylistic S01, un smartphone avec une interface simplifiée, accessible pour les seniors[21]

### Haier
- série Haier W, arrêtée, composée de smartphones d'entrée de gamme[22]
- série Haier Voyage, arrêtée, composée de smartphones milieu de gamme[23]
- série Haier E-Zy, arrêtée, composée de smartphones avec une interface simplifiée, accessible pour les seniors[24]

### HTC
- le Nexus One, l'un des premiers smartphones Android
- le HTC G1, premier smartphone Android
- série HTC G, arrêtée, première série de smartphones Android
- série HTC Incredible, arrêtée, l'une des premères séries de smartphones Android[25]
- série HTC Wildfire, arrêtée, composée de smartphones d'entrée de gamme[26]
- série HTC Butterfly, arrêtée, composée de smartphones milieu de gamme[27]
- série HTC One, arrêtée, composée de smartphones haut de gamme
- série HTC Sensation, arrêtée, composée de smartphones haut de gamme

### LG
- série LG G, arrêtée, composée d'environ 15 smartphones haut de gamme[28]
- série Nexus , arrêtée, composée de smartphones haut de gamme développés avec Google

### Samsung Electronics
- série Galaxy J, arrêtée, composée d'environ 50 smartphones d'entrée et de milieu de gamme
- série Galaxy Ace, arrêtée, composée de smartphones d'entrée de gamme
- série Galaxy Mini, arrêtée, composée de petits smartphones d'entrée de gamme
- série Galaxy Grand, arrêtée, composée de grands smartphones d'entrée de gamme
- série Galaxy Méga, arrêtée, composée de phablettes de milieu de gamme
- série Galaxy Trend, arrêtée, composée de smartphones d'entrée de gamme[29]
- série Galaxy Star, arrêtée, composée de smartphones d'entrée de gamme
- série Galaxy Y, arrêtée, composée de smartphones d'entrée de gamme
- série Galaxy Pocket, arrêtée, composée de smartphones d'entrée de gamme[30]
- série Galaxy Express, arrêtée, composée de smartphones de milieu de gamme[31]
- série Galaxy Round, arrêtée, composée de smartphones à écran incurvé[32]
- série Galaxy Beam, arrêtée, composée de smartphones intégrant un picoprojecteur[33]

- série Nexus, arrêtée, composée de smartphones haut de gamme développés avec Google